# Zgornje Goriče, Rožek
Zgornje Goriče (nemško Obergoritschach) je naselje v Občini Rožek v Okraju Beljak-dežela na Koroškem v Avstriji.